# Болгария на летних Олимпийских играх 1996
Болгария на летних Олимпийских играх 1996 была представлена 110 спортсменами (74 мужчинами и 36 женщинами) в 17 видах спорта. Они завоевали 3 золотые, 7 серебряных и 5 бронзовых медалей.

## 01!Золото
- Лёгкая атлетика на летних Олимпийских играх 1996, женщины: Стефка Костадинова.
- Бокс на летних Олимпийских играх 1996, мужчины: Даниель Петров.
- Борьба на летних Олимпийских играх 1996, мужчины: Валентин Йорданов.

## 02!Серебро
- Бокс на летних Олимпийских играх 1996, мужчины: Серафим Тодоров.
- Бокс на летних Олимпийских играх 1996, мужчины: Тончо Тончев.
- Спортивная гимнастика на летних Олимпийских играх 1996, мужчины: Красимир Дунев.
- Стрельба на летних Олимпийских играх 1996, мужчины: Эмил Милев.
- Стрельба на летних Олимпийских играх 1996, женщины: Диана Йоргова.
- Тяжёлая атлетика на летних Олимпийских играх 1996, мужчины: Йото Йотов.
- Художественная гимнастика на летних Олимпийских играх 1996, женщины: Майя Табакова, Ивелина Талева, Вяра Ватачка, Ина Делчева, Валентина Кевлиян и Мария Колева.

## 03!Бронза
- Стрельба на летних Олимпийских играх 1996, женщины: Таню Киряков.
- Стрельба на летних Олимпийских играх 1996, женщины: Мария Гроздева.
- Тяжёлая атлетика на летних Олимпийских играх 1996, мужчины: Севдалин Минчев.
- Тяжёлая атлетика на летних Олимпийских играх 1996, мужчины: Николай Пешалов.
- Гребля на байдарках и каноэ на летних Олимпийских играх 1996, мужчины: Андриан Душев и Милко Казанов.

## Результаты соревнований

### Академическая гребля
В следующий раунд из каждого заезда проходили несколько лучших экипажей (в зависимости от дисциплины). В финал A выходили 6 сильнейших экипажей, остальные разыгрывали места в утешительных финалах B-D.
Мужчины
| Соревнование | Спортсмены                | Предварительный заезд | Предварительный заезд | Предварительный заезд | Отборочный заезд | Отборочный заезд | Отборочный заезд | Полуфинал | Полуфинал | Полуфинал | Финал   | Финал   | Итоговое место |
| Соревнование | Спортсмены                | Заезд                 | Время                 | Место                 | Заезд            | Время            | Место            | Заезд     | Время     | Место     | Время   | Место   | Итоговое место |
| ------------ | ------------------------- | --------------------- | --------------------- | --------------------- | ---------------- | ---------------- | ---------------- | --------- | --------- | --------- | ------- | ------- | -------------- |
| двойки       | Орлин Нинов Николай Колев | 3                     | 6:56,09               | 3                     | 2                | 7:13,48          | 3 Q              | 1         | 7:00,12   | 6 QB      | Финал B | Финал B | 9              |
| двойки       | Орлин Нинов Николай Колев | 3                     | 6:56,09               | 3                     | 2                | 7:13,48          | 3 Q              | 1         | 7:00,12   | 6 QB      | 6:35,71 | 3       | 9              |